# Француска на Европском првенству у атлетици у дворани 1974.
Француска је учествовала на 5. Европском првенству у дворани 1974. одржаном у дворани Скандинавијум у Гетеборгу, (Шведска), 9. и 11. марта 1974.   У петом учешћу на европским првенствима у дворани репрезентацију Француске представљало је  20  атлетичарa (14 м  и  6 ж) који су се такмичили у 11 дисциплина 8 мушких и 3 женске.
Са три освојене медаља:једном златном, једна сребрном и једном бронзаном, Француска је у укупном пласману заузела  8. место од 15 земаља које су на овом првенству освојиле медаље, односно 25 земаља учесница.
Најуспешнији  француски атлетичар на овом првенству био је  Жан-Франсоа Бонем који је победио у скоку удаљ новим националним рекордом од 8,17 метара који је у том тренутку био трећи резултат свих времена. 
У табели успешности (према броју и пласману такмичара који су учествовали у финалним такмичењима (првих 8 такмичара)) Француска је са 6 учесника у финалу заузела 8. место са 32 бода, од 22 земље које су имале представнике у финалу,  односно само 
Аустрија,  Данска и Луксембург од земаља учесница нису имале финалисте. 
| Плас. | Земља     | 1. место | 2. место | 3. место | 4. место | 5. место | 6. место | 7. место | 8. место | Бр. финал. - Бод |
| ----- | --------- | -------- | -------- | -------- | -------- | -------- | -------- | -------- | -------- | ---------------- |
| 8.    | Француска | 1 − 8    | 1 − 7    | 1 − 6    | 1 − 5    | −        | 1 - 3    | 1 - 2    | 1 - 1    | 6 - 32           |

## Учесници
| Бр. | Дисциплина   | Мушкарци                                                     | Жене                         | Укупно |
| --- | ------------ | ------------------------------------------------------------ | ---------------------------- | ------ |
| 1.  | 60 м         | Доминик Шовело Ален Сартер                                   | Силвијан Телије Надин Голето | 4      |
| 2.  | 400 м        | Франсис Демартон                                             | Никол Дикло Елијан Жак       | 3      |
| 3.  | 800 м        | Филип Мејер                                                  |                              | 1      |
| 4.  | 60 м препоне | Ги Дри Јаник Везен                                           | Шантал Рега Флоранс Пико     | 4      |
| 5.  | 4 х 2 круга¹ | Пјер Бонвин Патрик Салвадор Франсис Кербириу Лионел Малингре |                              | 4      |

| Бр. | Дисциплина | Мушкарци                           | Жене | Укупно |
| --- | ---------- | ---------------------------------- | ---- | ------ |
| 6.  | Скок увис  | Анри Елиот                         |      | 1      |
| 7.  | Скок удаљ  | Жан-Франсоа Бонем                  |      | 1      |
| 8.  | Троскок    | Бернар Ламитје Кристијан Велетидје |      | 2      |
|     | Укупно (8) | 14                                 | 6    | 20     |

¹ Напомена:Пошто је кружна стаза у Гетеборгу износила 196 метара, није се могло одржати такмичење штафета 4 х 400 метара јер су два круга уместо 400 метара износила 392 метра, тако да је било немогуће измене извршити на местима које та трка по правилима ИААФ предвиђа, па је назив ове дисциплине био штафета 4 х 2 круга. Победницама се рачунају медаље, а постигнути резултати не, јер су постигнути у дисциплини која званично не постоји.

## Освајачи медаља

### Злато (1)
- Жан-Франсоа Бонем — скок удаљ

### Сребро (1)
- Пјер Бонвин, Патрик Салвадор* 
 Франсис Кербириу, Лионел Малингре* — штафета 4 х 2 круга

### Бронза (1)
- Бернар Ламитје — троскок

## Резултати

### Мушкарци
| Атлетичар                                                      | Дисциплина   | Лични рекорд | Квалификације | Квалификације | Полуфинале           | Полуфинале | Финале               | Финале    | Детаљи |
| Атлетичар                                                      | Дисциплина   | Лични рекорд | Резултат      | Место         | Резултат             | Место      | Резултат             | Место     | Детаљи |
| -------------------------------------------------------------- | ------------ | ------------ | ------------- | ------------- | -------------------- | ---------- | -------------------- | --------- | ------ |
| Доминик Шовело                                                 | 60 м         |              | 6,80          | 3. у гр. 3 КВ | 6,73                 | 6. у пф.1  | Није се квалификовао | 10. / 24  |        |
| Ален Сартер                                                    | 60 м         |              | 6,86          | 4. у гр. 2 КВ | 6,82                 | 6. у пф. 1 | Није се квалификовао | =15. / 24 |        |
| Франсис Демартон                                               | 400 м        |              | 47,36         | 2. у гр. 2 КВ |                      |            | 47,08                | 4. / 7    |        |
| Филип Мејер                                                    | 800 м        |              | 1:49,75       | 2. у гр. 1 КВ | 1:57,48              | 6. / 12    |                      |           |        |
| Ги Дри                                                         | 60 м препоне |              | 7,87          | 1. у гр. 1 КВ | НЗ                   | БП         |                      |           |        |
| Јаник Везен                                                    | 60 м препоне |              | 8,00          | 6. у гр. 2    | Није се квалификовао | 10. / 16   |                      |           |        |
| Пјер Бонвин, Патрик Салвадор Франсис Кербириу, Лионел Малингре | 4 х 2 круга  |              |               |               |                      |            | 3:05,46              |           |        |
| Анри Елиот                                                     | скок увис    |              | 2,14          | 12. / 23      |                      |            |                      |           |        |
| Жан-Франсоа Бонем                                              | скок удаљ    |              | ]             |               |                      |            |                      |           |        |
| Бернар Ламитје                                                 | троскок      |              | 15,56         |               |                      |            |                      |           |        |
| Кристијан Велетидје\|                                          | троскок      |              | 15,71         | 7. / 10       |                      |            |                      |           |        |

### Жене
| Атлетичарка     | Дисциплина   | Лични рекорд | Квалификације      | Квалификације      | Полуфинале            | Полуфинале            | Финале                | Финале    | Детаљи |
| Атлетичарка     | Дисциплина   | Лични рекорд | Резултат           | Место              | Резултат              | Место                 | Резулат               | Место     | Детаљи |
| --------------- | ------------ | ------------ | ------------------ | ------------------ | --------------------- | --------------------- | --------------------- | --------- | ------ |
| Силвијан Телије | 60 м         |              | 7,37               | 1. у гр. 4 КВ      | 7,46                  | 2. у гр. 2 КВ         | 7,37                  | [8. / 21  |        |
| Надин Голето    | 60 м         |              | 7,46               | 3. у гр. 1 КВ      | 7,46                  | 6. у пф. 1            | Није се квалификовала | 12. / 21  |        |
| Никол Дикло     | 400 м        |              | 54,83              | 4. у гр. 3         |                       |                       |                       | 10. / 12. |        |
| Елијан Жак      | 400 м        |              | 55,27              | 4. у гр.1          | 12. / 12.             |                       |                       |           |        |
| Шантал Рега     | 60 м препоне |              | 8,48               | 6. у гр. 1         | Није се квалификовала | Није се квалификовала | Није се квалификовала | 14. / 18. |        |
| Флоранс Пико    | 60 м препоне |              | Није завршила трку | Није завршила трку | Није завршила трку    | Није завршила трку    | Није завршила трку    | БП        |        |

## Биланс медаља Француске после 5. Европског првенства у дворани 1970—1974.
|     | ЕП     |   |   |    |    | УП |
| 1.  | 1970.  | 2 | 1 | 3  | 6  | 3  |
| 2.  | 1971.  | 0 | 1 | 0  | 1  | 10 |
| 3.  | 1972.  | 2 | 1 | 4  | 7  | 4  |
| 4.  | 1973.  | 2 | 1 | 2  | 5  | 6  |
| 5.  | 1974.  | 1 | 1 | 1  | 3  | 8  |
| 1-4 | Укупно | 7 | 5 | 10 | 22 | 5. |
| --- | ------ | - | - | -- | -- | -- |

|    | Атлетичар/ка     |   |   |   |   |
| -- | ---------------- | - | - | - | - |
| 1. | Силвијан Телије  | 1 | 2 | 2 | 5 |
| 2. | Колет Бесон      | 1 | 1 | 2 | 4 |
| 3. | Никол Дикло      | 1 | 1 | 1 | 3 |
| 3. | Патрик Салвадор  | 1 | 1 | 1 | 3 |
| 5. | Лионел Малингре  | 1 | 1 | 0 | 2 |
| 6. | Ги Дри           | 1 | 0 | 1 | 2 |
| 6. | Франсис Гонзалес | 1 | 0 | 1 | 2 |

## Француски освајачи медаља  после 5. Европског првенства 1970—1974.
|     | Атлетичар/ка                                                                | м  | ж | ЕП       | Дисциплина       |   |   |    |    |
| --- | --------------------------------------------------------------------------- | -- | - | -------- | ---------------- | - | - | -- | -- |
| 1.  | Франсоа Траканели                                                           | м  |   | 1970.    | скок мотком      |   |   |    |    |
| 2.  | Силвијан Телије (1), Миреј Тестаније Колет Бесон (1), Никол Дикло (1)       |    | ж | 1970.    | мешовита штафета |   |   |    |    |
| 3.  | Силвијан Телије (2)                                                         |    | ж | 1970.    | 80 м             |   |   |    |    |
| 4.  | Ги Дри (1)                                                                  | м  |   | 1970.    | 60 м препоне     |   |   |    |    |
| 5.  | Пјер Колнар                                                                 | м  |   | 1970.    | бацање кугле     |   |   |    |    |
| 6.  | Колет Бесон (2)                                                             |    | ж | 1970.    | 400 м            |   |   |    | 6  |
| 7.  | Силвијан Телије (3)                                                         |    | ж | 1971.    | 60 м             |   |   |    | 1  |
| 8.  | Жак Боксберже                                                               | м  |   | 1972.    | 1.500 м          |   |   |    |    |
| 9.  | Ги Дри (2)                                                                  | м  |   | 1972.    | 50 м препоне     |   |   |    |    |
| 10. | Мишел Бење, Кристијан Марле, Клодин Мер, Никол Пани                         |    | ж | 1972.    | 4 х 1 круг       |   |   |    |    |
| 11. | Франсис Гонзалес (1)                                                        | м  |   | 1972.    | 800 м            |   |   |    |    |
| 12. | Патрик Салвадор (1) , Анде Паоли, Мишел Даш, Жил Бертул                     | м  |   | 1972.    | 4 х 2 кеуга      |   |   |    |    |
| 13. | Силвијан Телије (4)                                                         |    | ж | 1972.    | 50 м             |   |   |    |    |
| 14. | Маделен Томас, Бернадет Мартен, Нокол Дикло (2) , Колет Бесон\| (3)         |    | ж | 1972.    | 4 х 2 круга      |   |   |    | 7  |
| 15. | Франсис Гонзалес (2)                                                        | м  |   | 1973.    | 800 м            |   |   |    |    |
| 16. | Лисјен Сент Роз, Патрик Салвадор (2), Франсис Кербириу, Лионел Малингре (1) | м  |   | 1973.    | 4 х 2 круга      |   |   |    |    |
| 17. | Колет Бесон (4) Шантал Жувом Шантал Леклерк, Никол Дикло (3)                |    | ж | 1973.    | 4 х 2 круга      |   |   |    |    |
| 18. | Жан Мишел Бело                                                              | м  |   | 1973.    | скок мотком50 м  |   |   |    |    |
| 19. | Силвијан Телије (5)                                                         |    | ж | 1973.    | 60 м             |   |   |    | 5  |
| 20. | Жан-Франсоа Бонем                                                           | м  |   | 1974.    | скок удаљ        |   |   |    |    |
| 21. | Пјер Бонвин, Патрик Салвадор (3) Франсис Кербириу, Лионел Малингре(2)       | м  |   | 1974.    | 4 х 2 круга      |   |   |    |    |
| 22. | Бернар Ламитје                                                              | м  |   | 1974.    | троскок          |   |   |    | 3  |
|     | Укупно                                                                      | 13 | 9 | 1970—74. |                  | 7 | 5 | 10 | 22 |